# Sobór Wniebowstąpienia Pańskiego w Târgoviște
Sobór Wniebowstąpienia Pańskiego (rum. Biserica Mitropolitană „Înălțarea Domnului”) – prawosławny sobór w Târgoviște, katedra archieparchii Târgoviște Rumuńskiego Kościoła Prawosławnego.

## Historia

### Pierwszy sobór w Târgoviște
Między rokiem 1503 a 1505, zgodnie z sugestią metropolity ziem rumuńskich Nifona, Neagoe Basarab przeniósł siedzibę metropolii z Curtea de Argeș do Târgoviște. W związku z tym, natychmiast po ukończeniu prac nad soborem w Curtea de Argeș, Neagoe Basarab polecił przystąpić do budowy kolejnej świątyni prawosławnej z ośmioma wieżami. Konsekracja tejże cerkwi miała miejsce 17 maja 1520, mimo faktu, że była jeszcze wtedy nieukończona (nie zakończono budowy pomieszczenia ołtarzowego). Świątyni nadano wezwanie Wniebowstąpienia Pańskiego. Prace budowlane trwały jeszcze siedemnaście lat. Fundator, zmarły w 1521, nie dożył ich ukończenia; po jego śmierci kontynuował je Radu Paisie.
Kilkakrotnie w swojej historii cerkiew była poważnie niszczona – w czasie okupacji tureckiej Târgoviște w 1595, po wkroczeniu do miasta wojsk Gabriela Batorego (1610–1611). Po tych wydarzeniach świątynię odbudował i rozbudował Matei Basarab. Przy soborze katedralnym w XVII i XVIII w. funkcjonowała drukarnia, przeniesiona z monasteru Dealu. W latach 1707–1709, z inicjatywy metropolity Teodozjusza, w całym soborze wykonano nowe freski.

### Nowy sobór w Târgoviște
W 1821 oddziały Aleksandra Ipsilantiego zarekwirowały metalowe pokrycie dachu obiektu, co doprowadziło do jego stopniowej dewastacji. Po tym wydarzeniu zdecydowano o odbudowie świątyni w zupełnie nowym kształcie. Po 1842 rozebrano dawnej prezbiterium. Nowy sobór w stylu bizantyjsko-rumuńskim na miejscu zniszczonego wzniósł po 1889 architekt André Lecomte de Noüy. Budowa trwała kilka dziesięcioleci, a ukończona świątynia została wyświęcona dopiero 12 listopada 1933 przez patriarchę rumuńskiego Mirona. Obiekt wzniesiono na planie krzyża greckiego. Jest to budowla trójdzielna, wsparta na 12 kolumnach. Pomieszczenie ołtarzowe posiada jedną obszerną absydę i dwa pastoforia, w której znajdują się diakonikon i stół ofiarny (żertwiennik).
Po remoncie w końcu XX wieku cerkiew została poświęcona ponownie przez metropolitę Târgoviște Nifona.